# (6338) Isaosato
(6338) Isaosato ist ein Asteroid des äußeren Hauptgürtels, der am 26. Oktober 1992 von den japanischen Amateurastronomen Kin Endate und Kazurō Watanabe am Kitami-Observatorium (IAU-Code 400) in der Unterpräfektur Okhotsk in Hokkaidō entdeckt wurde.
Benannt wurde er nach dem japanischen Astronomen Isao Satō (* 1963), dem 1991 die erste photographische Beobachtung der Überdeckung eines Sterns durch einen Asteroiden gelang.